# Trận Noisseville
Trận Noisseville là một trận đánh trong cuộc Chiến tranh Pháp-Phổ, diễn ra từ ngày 31 tháng 8 cho đến ngày 1 tháng 9 năm 1870. Trong trận chiến này, bất chấp một số thắng lợi nhỏ của quân đội Đế chế Pháp do Thống chế François Achille Bazaine chỉ huy trong ngày đầu, quân đội Đức do Hoàng thân Friedrich Karl của Phổ chỉ huy đã đánh bại cuộc phá vây của quân Pháp, làm thất bại nỗ lực đầu tiên của Bazaine nhằm thoát khỏi vòng vây của người Đức tại Metz. Hai bên đều thiệt hại khoảng chừng 3.000 người trong trận đánh này. Ngày hôm sau (2 tháng 9), quân đội Đức đã bắt giữ đoàn quân của Napoléon III, Hoàng đế Pháp, trong trận Sedan, khiến cho Bazaine và quân của ông không còn cơ hội được cứu vãn. Trận thua này được xem là một minh chứng cho sự thiếu năng lực của Bazaine.
Sau thất bại của các lực lượng của Bazaine trong trận Gravelotte, ông ta triệt thoái về pháo đài Metz. Quân Đức đã tiến hành vây hãm Metz, vào ngày 29 tháng 8 năm 1871, Bazaine xuống lệnh cho Binh đoàn Rhine của mình tiến về mặt đông bắc của khu vực nhằm phá vỡ chiến tuyến của quân Đức, tạo điều kiện cho ông hội quân với Thống chế Patrice de Mac-Mahon chỉ huy Binh đoàn Châlons. Tuy nhiên, Bazaine đã bố trí đội hình quân Pháp một cách tệ hại. Trong buổi sáng ngày 31 tháng 8,, quân đội Pháp đã bắt đầu vận động của mình. Trong thời điểm này, toàn bộ 2 quân đoàn Pháp chỉ phải đương đầu với vài nghìn quân đối phương tại St. Barbe, mạn đông sông Moselle, tuy nhiên Bazaine không phát động tiến công. Quân Pháp không có cách gây choáng ngợp cho đối phương, và sông Moselle không được bắc nhiều cầu do đó cuộc vượt sông của quân đoàn Pháp tại bờ tây con sông này đã diễn ra rất chậm. Binh lính Pháp đã đổ dồn lại trên một mặt trận hẹp hòi và phải đến cuối chiều thị họ mới bắt đầu tiến hành tấn công vào St. Barbe. Tuy nhiên, vị trí trung tâm và nội tuyến của Thống chế Bazaine đã đem lại lợi thế cho quân Pháp. Quân Pháp đã đột chiếm làng Noisseville cùng với một vài ngôi làng khác, song không giữ nổi phần đất chiếm được của mình tại Retonfay.
Những người chỉ huy Đức đã ra sức dốc toàn binh lực chiến địa, song các lực lượng của họ bị áp đảo nghiêm trọng về quân số, tại địa điểm quyết định là các khu đất cao ở St. Barbe. Trong trận đánh, quân đội Đức được hưởng lợi thế từ lực lượng pháo binh của họ, gây khó khăn cho quân Pháp , ngoài ra quân Đức đã hình thành sẵn chiến tuyến của mình, song quân số áp đảo của Pháp vẫn làm chủ tình hình. Hôm sau (ngày 1 tháng 9), Bazaine tái phát động tiến công. Đêm hôm trước, Hoàng thân Friedrich Karl đã tung một lực lượng hùng mạnh vào các cứ điểm bị quân Pháp quấy nhiễu. Với lợi thế này, người Đức đã đoạt lại được một trong những ngôi làng đã rơi vào tay người Pháp trong ngày hôm qua. Quân đội Đức giành lấy quyền chủ động, và tái chiến với khí thế rất mạnh mẽ. Ở cánh trái, quân Đức đã chiếm giữ con đường Saarbruck. Trong khi đó, ở cánh phải và trung quân, quân đội Đức - Phổ với sự hỗ trợ của lực lượng pháo binh đã đánh tan tành các cuộc tiến công của quân Pháp. Không thể thực hiện được cuộc phá vây và để tránh bị hợp vây, quân Pháp buộc phải triệt thoái về vị trí ban đầu của họ. Tình hình lực lượng của Bazaine đã trở nên vô cùng hỗn loạn khi họ triệt thoái vào Metz.